# Raphael Holzhauser
Raphael Holzhauser (Bécsújhely, 1993. február 16. –) osztrák U21-es válogatott labdarúgó, az Austria Wien középpályása.

## Klubcsapatokban
A 2010–11-es szezon előtt csatlakozott a VfB Stuttgart harmadosztályú tartalékcsapatához. 2012. január 21-én a VfB Stuttgart színeiben az élvonalban is bemutatkozott az FC Schalke 04 ellen.
2013. július 1-én egy évre kölcsönadták az FC Augsburgnak.

## Válogatottban
Több korosztályos osztrák válogatottnak is tagja volt. 2009. augusztus 27-én pályára lépett a magyar U17-es labdarúgó-válogatott ellen is. A Zsivóczky Gyula által edzett magyar csapat 4–1-re kikapott, az osztrákok első gólját Holzhauser lőtte. Ebben az évben mutatkozott be az U21-es válogatottban, az Azerbajdzsán elleni Európa-bajnoki selejtező 76. percében küldte pályára Andreas Herzog szövetségi kapitány. Ekkor még csak 2–0 volt az állás, de a hátralevő alig negyedórában az osztrákok még kétszer betaláltak, így a végeredmény 4–0 lett. Részt vett a 2010-es U19-es labdarúgó-Európa-bajnokságon is.

## Statisztikák
(2013. július 15. szerint)
| Klub             | Szezon   | Bajnokság | Bajnokság | Kupa  | Kupa | Európa | Európa | Összesen | Összesen |
| Klub             | Szezon   | Meccs     | Gól       | Meccs | Gól  | Meccs  | Gól    | Meccs    | Gól      |
| ---------------- | -------- | --------- | --------- | ----- | ---- | ------ | ------ | -------- | -------- |
| VfB Stuttgart II | 2010–11  | 31        | 5         | 0     | 0    | –      | –      | 31       | 5        |
| VfB Stuttgart II | 2011–12  | 29        | 4         | 0     | 0    | –      | –      | 29       | 4        |
| VfB Stuttgart II | 2012–13  | 2         | 0         | 0     | 0    | –      | –      | 2        | 0        |
| VfB Stuttgart II | Összesen | 62        | 9         | 0     | 0    | 0      | 0      | 62       | 9        |
| VfB Stuttgart    | 2011–12  | 2         | 0         | 1     | 0    | –      | –      | 3        | 0        |
| VfB Stuttgart    | 2012–13  | 21        | 0         | 2     | 0    | 7      | 0      | 30       | 0        |
| VfB Stuttgart    | Összesen | 23        | 0         | 3     | 0    | 7      | 0      | 33       | 0        |
| FC Augsburg      | 2013–14  | 0         | 0         | 0     | 0    | –      | –      | 0        | 0        |
| FC Augsburg      | Összesen | 0         | 0         | 0     | 0    | 0      | 0      | 0        | 0        |
| Összesen         | Összesen | 85        | 9         | 3     | 0    | 7      | 0      | 95       | 9        |